# رودلف ایبل
رودلف ایوانویچ ایبل (به روسی: Рудольф Иванович Абель) با نام حقیقی ویلیام آگوست فیشر (۱۱ ژوئیه ۱۹۰۳ – ۱۵ نوامبر ۱۹۷۱) یک افسر اطلاعاتی شوروی بود.
فیشر در انگلستان شمالی در یک خانواده مهاجر اهل روسیه به دنیا آمد و رشد کرد. او در دهه ۱۹۲۰ به روسیه رفت و وارد قوای نظامی شوروی گشت و طی دهه بعد در سازمان اطلاعاتی شوروی به عنوان اپراتور رادیو در سرویس خارجی مشغول به کار شد. در دوران جنگ جهانی دوم فیشر در عملیات‌های اطلاعاتی علیه آلمان نازی حضور داشت و پس از پایان جنگ به کاگ‌ب پیوست و برای ایفا نقش در یک حلقه جاسوسی واقع در شهر نیویورک به آمریکا فرستاده شد. 
او پس از سال‌ها فعالیت در خاک آمریکا دستگیر گشت و قوه قضاییه فدرال ایالات متحده آمریکا در سال ۱۹۵۷ فیشر را به عنوان جاسوس شوروی با اتهام دست داشتن در پرونده معروف به پرونده نیکل توخالی محکوم به ۳۰ سال حبس در ندامتگاه فدرال آتلانتا واقع در جورجیا نمود.
فیشر تنها چهار سال از حبس خود را در زندان گذراند تا آنکه با فرانسیس گری پاورز که خلبان هواپیمای ساقط شده لاکهید یو-۲ بود معاوضه گشت. در بازگشت به شوروی او به دفعات در مورد تجربیات خود صحبت نمود و سال ۱۹۷۱ در سن ۶۸ سالگی درگذشت.